# Darren Winter
Darren Winter (20 de janeiro de 1970) é um desportista australiano que competiu no ciclismo na modalidade de pista. Ganhou uma medalha de bronze no Campeonato Mundial de Ciclismo em Pista de 1990, na prova de perseguição por equipas.

## Medalheiro internacional
| Campeonato Mundial | Campeonato Mundial | Campeonato Mundial | Campeonato Mundial          |
| Ano                | Lugar              | Medalha            | Competição                  |
| ------------------ | ------------------ | ------------------ | --------------------------- |
| 1990               | Maebashi ( Japão)  | Medalha de bronze  | Perseguição por equipas (A) |